# Rinderbacher Tor

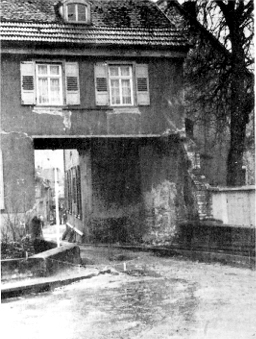
Rinderbacher Tor in den 1950er Jahren

Das Rinderbacher Tor war der nördlichste Zugang durch die Ortsbefestigung von Ober-Ingelheim. Durch dieses Tor gelangte man nach Nieder-Ingelheim.

## Lage
Das Rinderbacher Tor stand einst am nördlichen Ende der Rinderbachstraße Richtung Nieder-Ingelheim. Östlich liegt der heute noch gut erhaltene Ortsmauerabschnitt am Seufzer Pfad. Bergabwärts Richtung Westen gelangt man zum Spitzkegeltürmchen an der Bahnhofstraße.

## Architektur
Der Vorgängerbau war mit zwei Tortürmen und einem gotischen Torbogen ausgestattet, auf denen ein Satteldach thronte. Der nachfolgende Bau war ein schlichtes Wohnhaus mit Satteldach und kantigem Tordurchlass. Vom Nachfolgebau ist nur noch der östliche Teil mit Turm erhalten geblieben.

## Geschichte
Das Vorgängertor entstand mit dem Bau der Ortsbefestigung im 15. Jahrhundert, an das heute nur noch ein Sockel des westlichen Torturms erinnert. Im 19. Jahrhundert wurde dieses wegen Baufälligkeit abgetragen und durch ein Wohnhaus ersetzt. 1970 wurde auch der westliche Flügel des Nachfolgebaus mit dem Tordurchlass abgerissen.